# Amos (Cària)
Amo (en grec antic: Ἄμος, possiblement procedent de ἄμμος, 'arenós', en turc Hisarburnu) fou un antic assentament grec (dēmē) a Cària, localitzat prop de l'actual ciutat de Turunç, a Turquia.

## Història
Amo es trobava a la Perea Rodia, a la costa mediterrània de Cària. Probablement disposava de connexions amb Bufons, tal com demostren certs descobriments epigràfics en aquesta ciutat. Les seves connexions amb les poleis de Rodas es reforcen amb el descobriment d'inscripcions escrites en grec dòric al jaciment arqueològic.
Va ser incorporada a la lliga de Delos al costat de la resta d'àrees d'influència ròdia, i és esmentada en la llista de tributaris atenencs com a pertanyent a la comunitat dels kherronēsioi ('gent de la península'). La península a la qual fan referència és probablement la de Loryma. La resta de membres d'aquesta comunitat són desconeguts. En algun moment durant aquest període, Amo i els altres dos membres dels kherronēsioi van entrar en una unió econòmica (συντέλεια) per poder pagar els tributs. Els membres d'aquesta synteleia degueren integrar la major part de la península de Loryma.
Per tres inscripcions (SEG 14.683; 14.684; 14.685) es dedueix que a Amo, cap al 200 ae, hi havia un consell de hieromnamon, o «recordadors sagrats», responsables de mantenir i recordar els acords legals i altres procediments jurídics.
Els habitants de la perifèria ròdia i, per tant, d'Amo, eren ciutadans de Rodes amb caràcter general. No obstant això, sembla que els amians, d'origen lindenc, no tenien la ciutadania de Bufons. Les inscripcions esmentades més amunt indiquen que la ciutat (la polis, és a dir, Rodes) tenia dret a desallotjar els inquilins i executar sancions; això és, que la polis tenia forts interessos en l'àrea.

## Restes

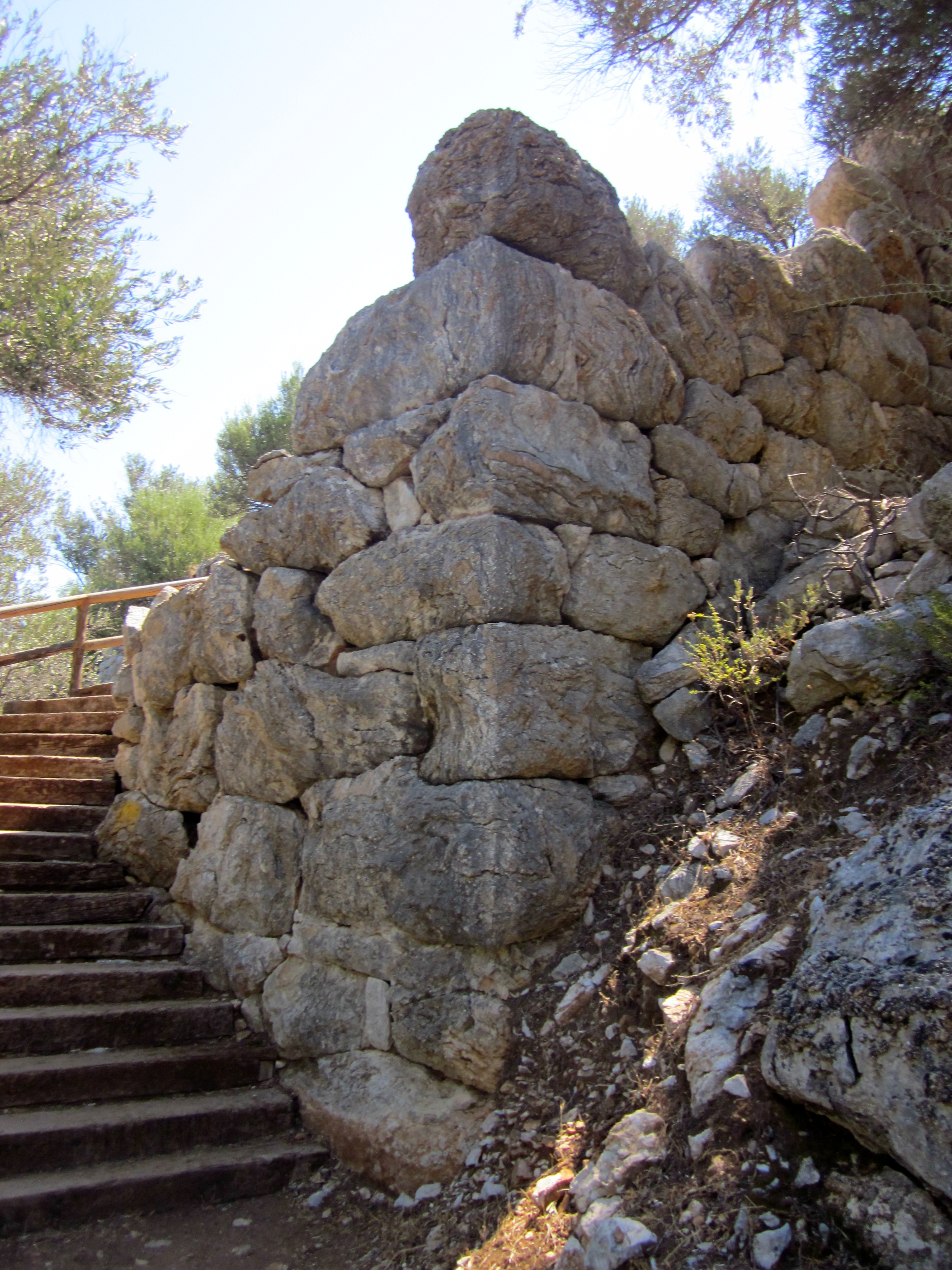
Torre hel·lenista de l'antiga Amos

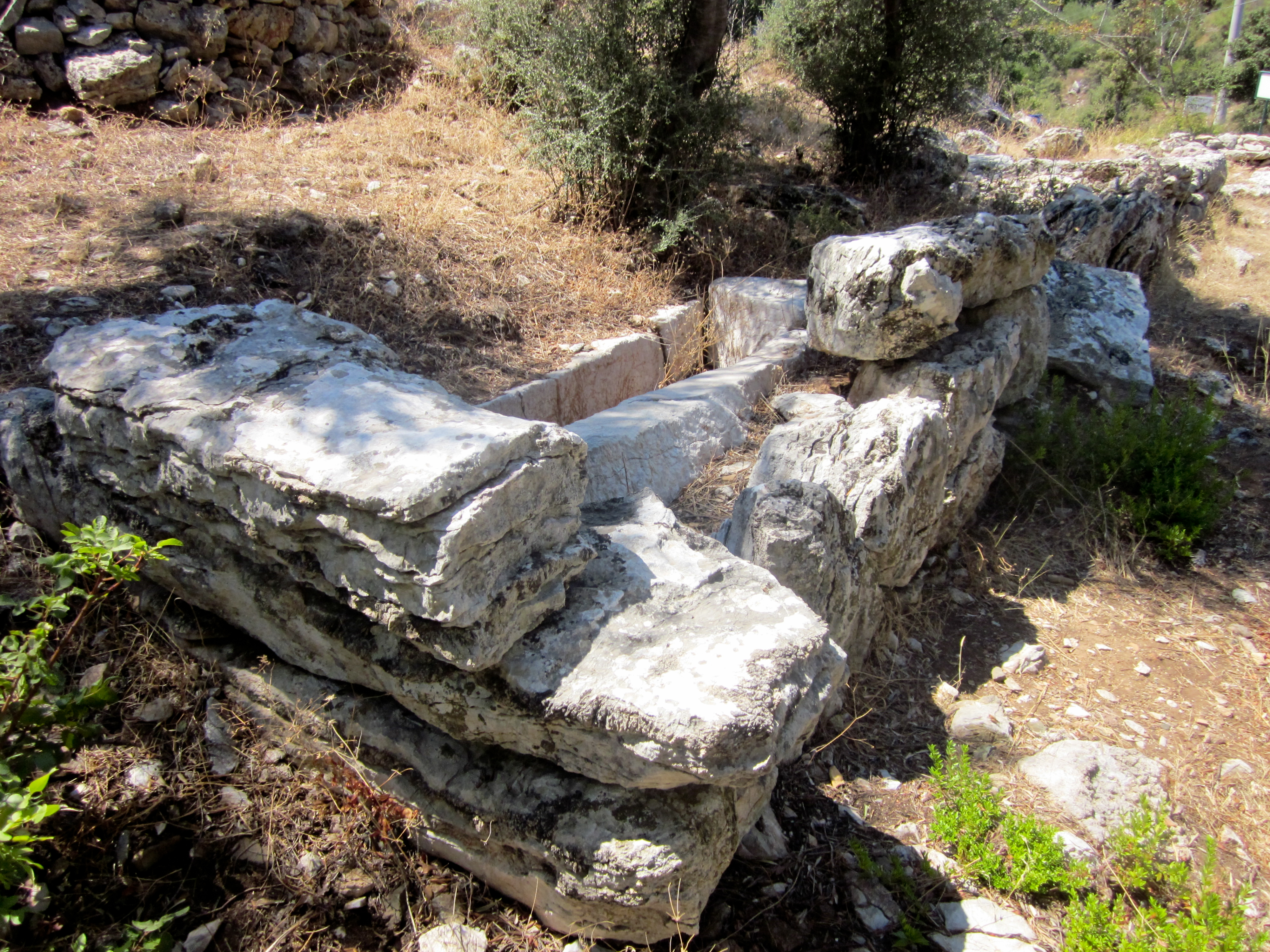
Tomba de la necròpoli

Les restes de l'antiga Amos tenen el punt central al turó d'Asarcık a Hisarburnu (en turc 'punt fortificat'), sobre el golf de Marmaris. La muralla de la ciutat és de maó poligonal i data del període hel·lenístic, prou ben conservada en la cara nord, on els murs i les torres aconsegueixen els 3-4 metres d'altura. La muralla meridional ha desaparegut pràcticament a causa de l'erosió. Se'n conserven cinc torres, totes sòlides excepte una. Hi ha una porta al mur nord, que probablement fou l'entrada principal de la ciutat. Basant-se en el tipus de maó utilitzat, la construcció de la muralla originària data del segle IV ae.
De les restes intra murs la més destacada és el teatre. Dels tres teatres grecs preservats en la perifèria ròdia, el d'Amo és l'únic que manté part de la skēnē i l'orchestra. L'aforament aproximat del teatre s'ha estimat en 1.300 persones. G. I. Bean va trobar el 1948 un fragment d'un altar a Dionís en el terreny de l'Orchestra.
A la part alta del pujol, a l'oest del teatre, es troben diversos fragments d'una base d'estàtua hel·lenista circular o semicircular.
Més a l'oest, prop de les muralles, es troben els fonaments d'un petit temple in antis amb el seu prónaos, de 6,8 m d'ample i 13,8 m de llarg. Algunes inscripcions oposades a la rodalia que es refereixen al temple mostren que probablement estava dedicat a Apol·lo Samnaios ('Apol·lo del Pujol'), una deïtat coneguda només en aquest lloc.
La necròpoli es troba just fora dels límits de la ciutat, al nord de la muralla urbana. Són visibles en el terreny diverses tombes cavades a la roca, al costat d'algunes inscripcions i fragments d'arquitectura monumental.